# Sebastian Szałachowski
Sebastian Szałachowski (ur. 21 stycznia 1984) – polski piłkarz, występuje jako pomocnik lub napastnik.

## Kariera
Wychowanek Motoru Lublin. 3 kwietnia 2004 zadebiutował w pierwszej lidze jako zawodnik Górnika Łęczna. W czerwcu 2005 podpisał kontrakt z Legią Warszawa.
Zawodnik od 18 listopada 2006 roku borykał się z kontuzją kości piszczelowej. Sam piłkarz podkreślał w wywiadach, że terapia zastosowana przez klubowego lekarza – doktora Stanisława Machowskiego nie przynosiła oczekiwanych rezultatów. Dopiero operacja, i szereg konsultacji u doktora Christiana Schenka w Austrii, pozwoliły całkowicie wyleczyć kontuzjowaną kość. W czerwcu 2008 roku, po nieudanej próbie powrotu do gry w rundzie wiosennej Ekstraklasy – Sebastian Szałachowski rozpoczął normalne treningi wraz z resztą piłkarzy Legii.
Po zakończeniu sezonu 2010/2011 klub poinformował, że nie przedłuży kontraktu z piłkarzem. 22.07.2011 podpisał kontrakt z ŁKS Łódź
. Wywalczył z Legią mistrzostwo Polski (2006), Puchar Polski (2011) oraz Superpuchar Ekstraklasy (2008). Wystąpił w 130 meczach i strzelił 31 goli.
Od lipca 2012 roku był zawodnikiem Górnika Łęczna. Po trzech sezonach podjął decyzję o zakończeniu kariery. Od 2015 przebywa na piłkarskiej emeryturze. Po zakończeniu kariery piłkarskiej wstąpił do Zakonu „Rodziny Serca Miłości Ukrzyżowanej“ w Lublinie.

## Występy w europejskich pucharach
Sebastian Szałachowski zadebiutował w europejskich pucharach 11 sierpnia 2005 roku. Był to pierwszy mecz 2. rundy wstępnej Pucharu UEFA między Legią Warszawa a FC Zurich. Stołeczny klub uległ wtedy 0-1, a Szałachowski zagrał 24 minuty. W rewanżowym meczu 2. rundy wstępnej Pucharu UEFA Legia przegrała na wyjeździe z FC Zurich 1-4, zawodnik przebywał na boisku przez 79 minut i strzelił jedyną bramkę dla swojego klubu w tym spotkaniu. 26 lipca 2006 roku Szałachowski zagrał 69 minut w pierwszym meczu 2. rundy kwalifikacyjnej do Ligi Mistrzów przeciwko mistrzowi Islandii FH Hafnarfjordur. Legia wygrała na wyjeździe 1-0, a Szałachowski został ukarany podczas meczu żółtą kartką. W rewanżu w Warszawie zagrał 60 minut, a Legia pokonała FH Hafnarfjordur 2-0 i awansowała do 3 rundy kwalifikacyjnej Ligi Mistrzów. Tam zagrała z Szachtarem Donieck i przegrała w pierwszym meczu 0-1, a w rewanżu 2-3. W obu meczach Szałachowski zagrał w pełnym wymiarze czasowym – po 90 minut. W pierwszym meczu 1. rundy Pucharu UEFA sezonu 2006/2007 Szałachowski zagrał pierwszą połowę meczu z Austrią Wiedeń, a Legia zremisowała wtedy 1-1. W rewanżu zagrał od 67 minuty, a jego klub przegrał 0-1 i odpadł z Pucharu UEFA. W sezonie 2008/2009 zawodnik wystąpił w rewanżowym meczu 1. rundy wstępnej Pucharu UEFA z FK Homel. Zagrał cała drugą połowę i strzelił dwie bramki. Legia wygrała 4-1 i awansowała do 2. rundy wstępnej Pucharu UEFA. Szałachowski w pucharach europejskich zagrał w 9 spotkaniach i strzelił 3 bramki.